# Kristoffer Szilas
Kristoffer Szilas (født 7. juli 1982 i Valby) er en dansk geolog og bjergbestiger.

## Geologi
Szilas blev uddannet geolog (MSc) fra Københavns Universitet i 2009. Han fik derefter en PhD-grad i 2012 med fokus på Grønlands geologi og havde blandt andre Professor Minik Rosing som PhD-vejleder. Szilas har efterfølgende arbejdet i en årrække som forsker ved Columbia University og Stanford University i USA. Han flyttede herefter tilbage til Danmark og er pt. lektor i geologi ved Københavns Universitet. Hans forskningsfelt ligger indenfor såkaldt Arkæisk geologi, hvilket omhandler jordens udvikling i tidsperioden fra 4000 til 2500 millioner år siden, hvor det menes at de første kontinenter, pladetektonik og livet opstod. Han har publiceret artikler i internationale videnskabelige tidsskrifter (inkl. Nature) om geologien i Sydvest Grønland, som omfatter nogle af de ældste vulkanske og sedimentære bjergarter man kender til på jorden. Han har bidraget med populærvidenskabelig formidling af geologi på diverse podcasts.

## Bjergbestigning
Szilas er anerkendt som værende en af de mest erfarne bjergbestigere med dansk oprindelse og bopæl. Han har været i de danske medier flere gange i forbindelse med sine bjergbestigningsekspeditioner og har også fået omtale i internationale bjergbestigerkredse. Szilas har udmærket sig på teknisk vanskelig isklatring og såkaldt mixklatring, hvor han har klatret fx Vettisfossen i Norge med grad WI6+ og ruten 'Twin Towers' i Schweiz med grad M10. Blandt Szilas' meritter findes bestigninger af Eigers nordvæg i Schweiz og Denali i Alaska med danske Allan Christensen, Cerro Torre i Patagonien med danske Kasper Berkowicz, Ama Dablam i Nepal, Alpamayo i Peru, Mooses Tooth i Alaska, Fitz Roy i Patagonien, foruden adskillige førstebestigninger såsom bjerget Ren Zhong Feng i Kina, Peak Lea (opkaldt efter hans hustru) i Kirgisistan, og alpinruten 'Hypa Zypa Couloir' i Alaska.
Szilas har tidligere kritiseret bjergbestigninger udført i såkaldt ekspeditionsstil, samt kommercielle turistekspeditioner i Himalaya, med den begrundelse at denne form for organiseret bjergbestigning reducerer eventyret, foruden at det ofte efterlader affald og fixreb på bjergene. Dette har medført betydelig debat i det danske bjergbestigermiljø.